# شاهقولو (سنجك)
شاهقولو (بالكردية: Şahkullî‏) (بالتركية: Şahkolu)‏ هي قرية كرديّة رشوانيّة تتبع إداريّاً لمديرية سنجك في محافظة أديامان التركية، بلغ عدد سكانها 168 نسمة في عام 2021.